# 郭玲麗
郭玲麗（英語：Lillian Kwok Ling-lai，1979年4月20日—），香港政治人物，現任香港立法會議員（選舉委員會）。

## 簡歷
郭玲麗為基層出身，早年一家六口住在面積僅100呎的單位內，需要在公園或別人家中做功課。她早年就讀香港培道中學（1996年中五）和新亞中學（1998年中七），後來在香港教育學院修讀教育文憑。2000年畢業後任職特殊教育方面的教師，同年成為註冊教師。郭玲麗任教師期間，於香港扶幼會則仁中心學校及基督教香港信義會紅磡信義學校任教。2010年代再度進修，分別完成香港教育大學特殊教育與輔導學系文學士（2014年）及香港都會大學教育碩士課程（2021年）。
2018年起，郭玲麗開始參政，在葵青區開展地區工作。同年11月，她與時任葵青區議會大白田選區議員郭芙蓉在區內大派逾千架買餸手拉車作宣傳。該批手拉車由築福香港基金所捐贈，包括時任屯門區議會主席梁健文亦有在區內派發，民協總幹事李庭豐曾指這是「蛇齋餅糭升級版」。2019年，她參與區議會選舉，在大白田東選區參選，以2,407票敗於獲2,902票的民主黨成員、也在鄰區石籬邨連任五屆議員林紹輝的夫人劉貴梅。
2021年，郭玲麗參與立法會選舉，在選舉委員會界別參選。由於她在爭取提名過程出現困難，因此未及在民建聯執委會會議前收集足夠提名，沒有出現在該黨最初的出選名單中。郭玲麗關注教育議題，指出會推動政府檢討教育整體規劃，以及實行共融教育。同年12月，她在選舉中以1122票當選為立法會議員。與六位議員楊永杰、鄧飛、周文港、朱國強、梁子穎、黃錦輝（補選勝出）同樣出身教育界。

## 外部連結
- 郭玲麗的Facebook專頁（繁體中文）
- 郭玲麗議員的《藍莓日報》專頁

| 香港立法會 | 香港立法會                           | 香港立法會 |
| ---------- | ------------------------------------ | ---------- |
| 新頭銜     | 立法會議員 選舉委員會 2022年1月1日－ | 現任       |